# Йозеф Прехтль
Йозеф Прехтль (у світі Йоганн Прехтль, нім. Prechtl Prächtl, Prestl, іноді Йосиф Прагтль; 13 лютого 1737, Відень — 17 червня 1799, Браїлів) — австрійський чернець-тринітарій, живописець-монументаліст, який працював на українських землях Речі Посполитої. Мистецьку освіту здобув у Відні. У 1757 став ченцем монастиря тринітаріїв у Берестечку. 
Твори
- фрески костелу у Браїлові;
- ікони в кафедральному костелі у Кам'янці-Подільському,
- розписи та 16 ікон у костелі тринітаріїв у Берестечку;
- ікони в костелі у Станіславові (тепер Івано-Франківськ)
- розписи в палаці Чацьких у селі Боремелі на Волині.
- ікона «Святий Каєтан Театинський» в Музей Волинської ікони (м.Луцьк).